# کرونوفیلیا
اصطلاح کرونوفیلیا (انگلیسی: Chronophilia) توسط روان‌شناس جان مانی برای توصیف اشکال مختلف ترجیحات عاشقانه یا تثبیت جنسی محدود به افراد در محدوده سنی خاص استفاده شد. برخی از این تثبیت‌ها، به‌ویژه آنهایی که نسبت به سنین قبل از بلوغ یا نسبت به افراد مسن دارند، انواعی از انحراف جنسی را تشکیل می‌دهند. این اصطلاح به‌طور گسترده توسط متخصصان جنسی مورد استفاده قرار نگرفته است، آنها در عوض از اصطلاحاتی استفاده می‌کنند که به محدوده سنی خاص مورد نظر اشاره دارد. یک پیشرو تاریخی قابل بحث، مفهوم «فتیشیسم عصر» توسط ریشارد فون کرافت-ابینگ بود. نکته مهم این است که کرونوفیلیا از نظر فنی توسط خود سن تعیین نمی‌شود، بلکه توسط مراحل بلوغ جنسی انسان، مانند نوع بدن، ویژگی‌های جنسی ثانویه و سایر ویژگی‌های قابل مشاهده، به ویژه با مراحل مقیاس تانر اندازه‌گیری می‌شود.